# Żubrówka Nowa
Żubrówka Nowa – wieś w Polsce położona w województwie podlaskim, w powiecie sejneńskim, w gminie Krasnopol.
W latach 1975–1998 miejscowość administracyjnie należała do województwa suwalskiego.
Wierni kościoła rzymskokatolickiego należą do parafii Niepokalanego Poczęcia Najświętszej Maryi Panny w Wigrach.

## Zabytki
We wsi znajduje się zabytkowe gospodarstwo z budynkami z XIX wieku i lat 20. XX wieku, wpisane do rejestru zabytków Narodowego Instytutu Dziedzictwa:
- zagroda nr 2 (nr rej.: 24 z 13.04.1979):
  - dom, drewniany, poł. XIX w.
  - chlew drewniany, 1879
  - stodoła drewniana, 1871
  - spichrz drewniany, 1920
  - piwnica, 2. poł. XIX w.
  - kurnik gliniano-drewniany, 1920